# Ельза Мартінеллі
Ельза Тіа, відома як Мартінеллі (італ. Elsa Martinelli; 30 січня 1935, Гроссето, Тоскана, Італія — 8 липня 2017, Рим, Італія) — італійська акторка та модель.

## Біографія
Народилася 30 січня 1935 (за іншими даними 3 серпня 1932) року в Гроссето, Тоскана, Італія. На початку 50-х років разом з батьками переїхала до Риму. Починала як модель, працювала з відомим італійським дизайнером Роберто Капуччі, який ввів її у світ моди. 
У кіно дебютувала в одній з новел фільму режисера Карло Камподжалліані «Якщо ви виграли сто мільйонів» (Ганна, 1953). Міжнародну популярність здобула виконанням головних ролей у комедії Маріо Монічеллі «Донателла» (1956, премія «Срібний ведмідь» на МКФ в Західному Берліні, 1956) і в голлівудському фільмі «Індіанський воїн» (Онаті, 1955). Знімалася у фільмах найбільших кінорежисерів: Клода Отан-Лара, Орсона Уеллса, Ховарда Хоукса та інших. Успіх супроводжував Мартінеллі і в Голлівуді. З середини 70-х років поступово втратила колишню популярність. Знімалася в італійських телесеріалах. Одна з останніх ролей — герцогиня де Монтефорте в серіалі «Orgoglio» (2004).
У 1957 році Ельза Мартінеллі одружилася з графос Франко Манчінеллі Скотті ді Сан Віо. Італійська акторка Крістіна Манчінеллі — дочка Ельзи Мартінеллі.

## Фільмографія
- 1953 : Якщо ви виграли сто мільйонів (італ. Se vincessi cento milioni) — Анна
- 1955 : Індійський воїн (італ. Il cacciatore di indiani) — Онаті
- 1956 : Донателла (італ. Donatella) — Донателла
- 1956 : Капітан (фр. Le Capitan) — Жизель д'Ангулем
- 1960 : Кохання в Римі / (Un amore a Roma) — Фульвія
- 1962 : Гатарі! / (Hatari!) — Даллас
- 1965 : Десята жертва (італ. La Decima Vittima) — Ольга
- 1967 : Найдревніша професія у світі (італ. Le Plus Vieux Métier du monde) — Домітіла
- 1968 : Манон 70 (Manon 70) — Енні
- 1969 : Шлях до Катманду / Les Chemins de Katmandou
- 1992 : Одного разу, порушивши закон / Once Upon a Crime